# Castell de Yoros
El castell de Yoros o castell dels genovesos (en turc: Yoros kalesi) és un castell romà d'Orient del segle xiv en estat ruïna, a la confluència del Bòsfor i el mar Negre, a la vora d'Istanbul, Turquia. També generalment se l'anomena «dels genovesos» degut a la seva possessió per part de Gènova a mitjans del segle xv. Des de dalt del turó del castell es veu un magnífic panorama de l'estret del Bósfor.

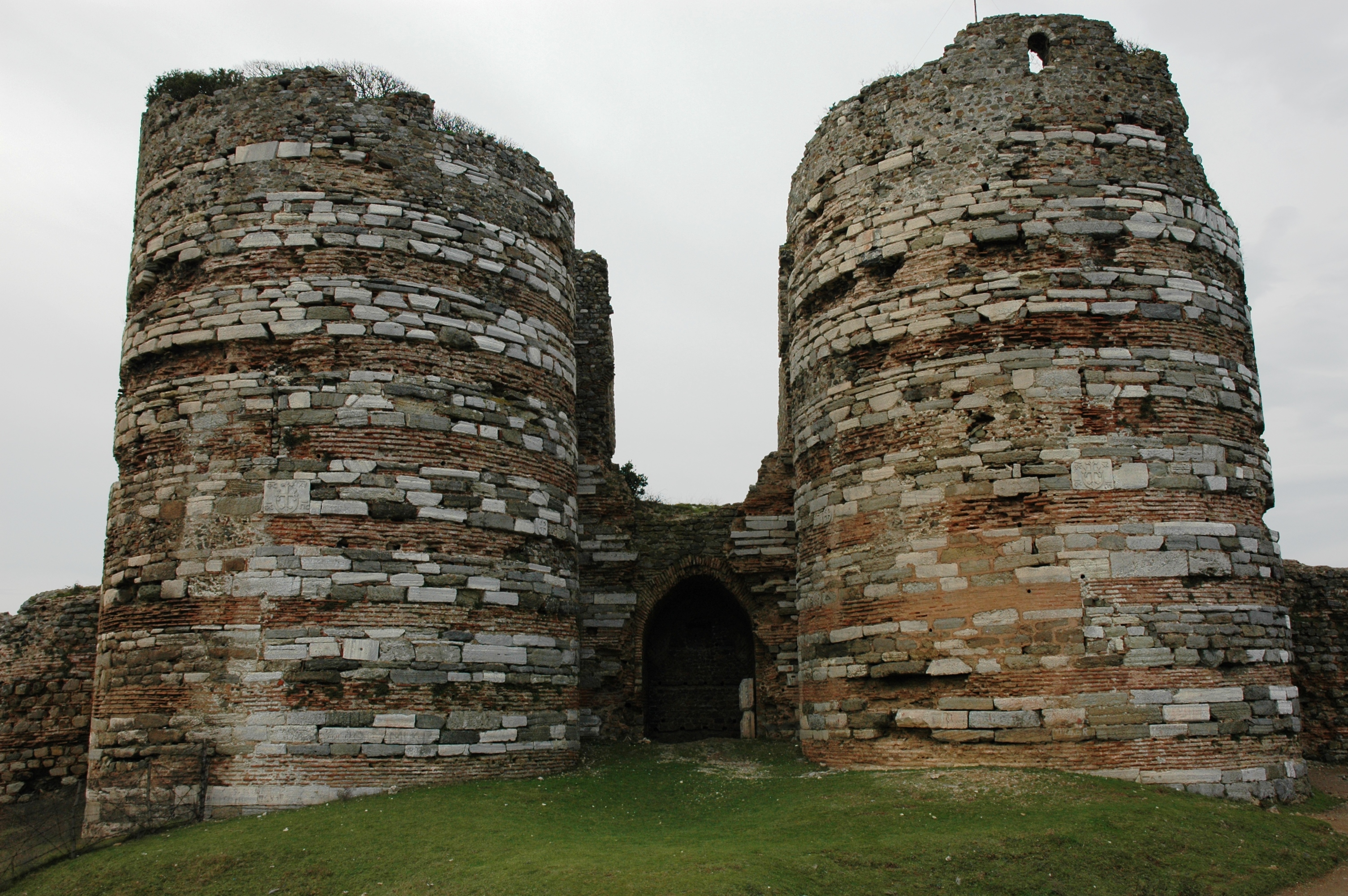
Restes de dues torres del castell

Estratègicament molt ben situat, el lloc del futur castell ja fou poblat antigament pels grecs i fenicis abans de ser-ho en el període romà d'Orient per assegurar el comerç i per propòsits militars. Els grecs anomenaven l'àrea Hieron ('lloc sagrat'). Les restes de temples, incloent-hi Dios, l'altar dels dotze Déus, i Zeus Ourios (garant de vents justos) foren descoberts a l'àrea.
El castell de Yoros fou ocupat intermitentment durant el curs de l'Imperi Romà d'Orient. Sota la dinastia Paleòleg, període de declivi de l'imperi, es va enfortir el castell de la mateixa manera que també ho feu el de Rumeli Kavagi, al costat oposat del Bòsfor.